# 會同縣 (瓊州)
會同縣是元代乾寧軍民安撫司所屬的一個縣，至元二十九年置。明清仍置，屬廣東瓊州府。其轄地在今海南省琼海市一帶地方。